# فرودگاه بین‌المللی لا امریکاس
فرودگاه بین‌المللی لا امریکاس (به انگلیسی: Las Américas International Airport) (به زبان بومی: Aeropuerto Internacional Las Américas) یک فرودگاه همگانی بهره‌برداری هوایی با کد یاتا SDQ است که یک باند فرود آسفالت دارد و طول باند آن ۳۳۵۵ متر است. این فرودگاه در شهر سانتو دومینگو کشور جمهوری دومینیکن قرار دارد و در ارتفاع ۱۸ متری از سطح دریا واقع شده است.

## شرکت‌های هواپیمایی و مقصدهای پروازی

### مسافری
| شرکت‌های هواپیمایی                      | مقصدهای پروازی                                                                                             |
| -------------------------------------- | --- |
| آئرومکزیکو اجرا توسط آئرومکزیکو کانکت  | مکزیکو سیتی                                                                                                |
| ایر آنتیل اکسپرس                       | مارتینیک امه سزر، پوانت آ پیتر                                                                             |
| ایر کارائیب                            | مارتینیک امه سزر، اورلی، پوانت آ پیتر                                                                      |
| ایر اروپا                              | مادرید-باراخاس                                                                                             |
| ایر فرانس                              | شارل دوگل پاریس1                                                                                           |
| Air Transat                            | فصلی: مونترآل-پییر الیوت ترودو (آغاز از ۲۳ دسامبر ۲۰۱۷), پیرسون تورنتو                                     |
| امریکن ایرلاینز                        | میامی فصلی: فیلادلفیا                                                                                      |
| Aserca Airlines                        | سیمون بولیوار                                                                                              |
| اویانکا                                | ال دورادو                                                                                                  |
| کایکوس اکسپرس ایرویز                   | پراویدنشیالز                                                                                               |
| کوندور فلوگدینست                       | فرانکفورت، خوآن سانتاماریا فصلی: مونیخ                                                                     |
| کوپا ایرلاینز                          | توکومن |
| هواپیمایی کوبا                         | خوزه مارتی، آنتونیو ماکئو                                                                                  |
| دلتا ایرلاینز                          | هارتسفیلد-جکسون آتلانتا، جان اف کندی                                                                       |
| دومینیکن وینگز                         | چارتر: میامی، پیارکو، گریگوریو لوپرون                                                                      |
| یورو وینگز اجرا توسط سان‌اکسپرس دویچلند | چارتر فصلی: کلن بن                                                                                         |
| ایبریا ایرلاین                         | مادرید-باراخاس                                                                                             |
| اینترکارابین ایرویز                    | پراویدنشیالز، ترانس بی. لتسام                                                                              |
| جت‌بلو                                  | لوگان، فورت لادردیل–هالیوود، جان اف کندی، اورلاندو، لوئیز مونز مارین                                       |
| LASER Airlines                         | سیمون بولیوار                                                                                              |
| پاوا دومینیکانا                        | و. س. برد2, کویین بیاتریکس، هاتو، خوزه مارتی، میامی، توسن لوورتور، لوئیز مونز مارین، پرینسس جولیانا        |
| Sky High Aviation Services             | کلیتن جی. لوید، و. س. برد، فلامینگو، ترانس بی. لتسام، ملویل هال، جرج واین گارتنر ال چارلز، رابرت ل. بریدشو |
| Spirit Airlines                        | فورت لادردیل–هالیوود                                                                                       |
| TUI fly Belgium                        | بروکسل3 |
| یونایتد ایرلاینز                       | لیبرتی نیوآرک                                                                                              |
| Venezolana                             | سیمون بولیوار                                                                                              |
| Wamos Air                              | چارتر فصلی: مادرید-باراخاس                                                                                 |

Notes
- ^  ایر فرانس's flights incoming from Paris–CDG fly via Punta Cana to Santo Domingo, however the return flight from Santo Domingo to Paris–CDG is nonstop.
- ^  پاوا دومینیکانا's flights to and from Antigua fly via St. Maarten.
- ^  TUI fly Belgium's flights to Brussels fly via Montego Bay, however the flight from Brussels to Santo Domingo is nonstop.

### باری
| شرکت‌های هواپیمایی      | مقصدهای پروازی |
| ---------------------- | --- |
| ای‌بی‌ایکس ایر           | میامی |
| Amerijet               | کویین بیاتریکس، لا چینیتا، سیمون بولیوار، هاتو، میامی، توسن لوورتور، پیارکو، لوئیز مونز مارین، سیباو، پرینسس جولیانا |
| فدکس اکسپرس            | فصلی: رافائل هرناندز، فورت لادردیل–هالیوود                                                                           |
| LIAT Quikpak           | پرینسس جولیانا |
| Tampa Cargo            | خوزه ماریا کوردوا |
| یوپی‌اس ایرلاینز        | میامی |
| Vensecar Internacional | کویین بیاتریکس |
| پاوا دومینیکانا        | و. س. برد، کویین بیاتریکس، هاتو، خوزه مارتی، میامی، توسن لوورتور، لوئیز مونز مارین، پرینسس جولیانا                   |